# Tihama

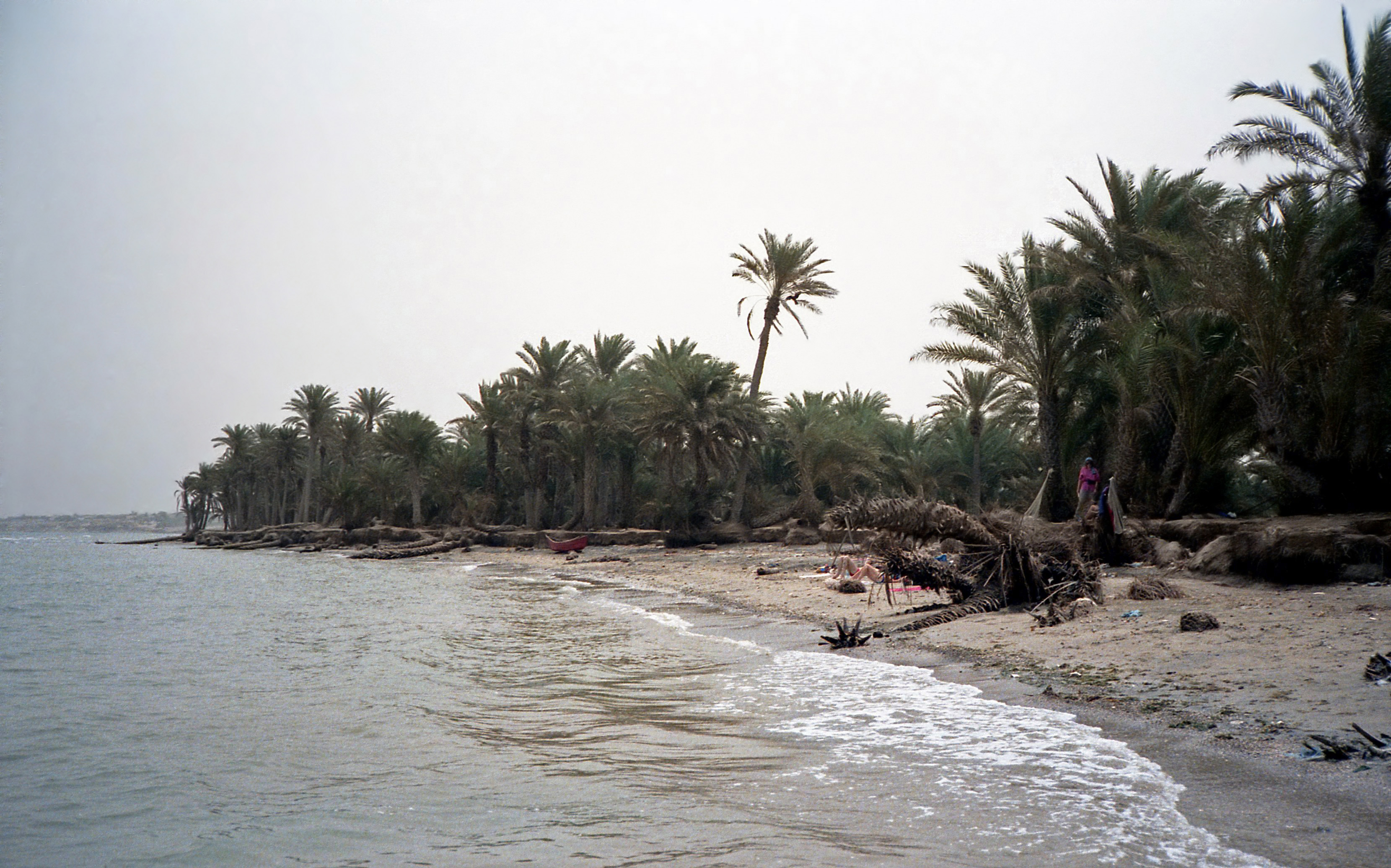
La regione della Tihama in prossimità del Mar Rosso vicino Khawkha, nello Yemen.

La Tihāma o (traslitterando anche la tāʾ marbūṭa) Tihamah (in arabo تهامة‎?) è una strettissima regione costiera della penisola araba che si affaccia sul Mar Rosso.
Amministrativamente è divisa tra l'Arabia Saudita e lo Yemen. In senso lato, con il termine Tihama si intende l'intera linea costiera dal golfo di Aqaba allo stretto di Bab el-Mandeb, anche se di solito ci si riferisce alla sezione adiacente al Hijaz meridionale (a sud di Gedda), l'Asir e lo Yemen. Diversamente dalle regioni interne, la Tihama è una regione arida; il paesaggio è costituito da dune sabbiose e pianure semidesertiche, ad eccezione di alcune oasi.
I più importanti centri urbani della regione sono al-Hodeyda, Mokha e Zabid nello Yemen; Jizan, al-Qunfudha, e al-Lith, in Arabia Saudita.